# Армения на зимних Олимпийских играх 2010
Армения на зимних Олимпийских играх 2010 была представлена четырьмя спортсменами в одном виде спорта.

## Результаты соревнований

### Лыжные виды спорта

#### Горнолыжный спорт
Мужчины
| Соревнование  | Спортсмены     | 1 спуск | 2 спуск | Всего | Место |
| ------------- | -------------- | ------- | ------- | ----- | ----- |
| Слалом-гигант | Арсен Нерсисян | DNF     | —       | —     | —     |
| Слалом        | Арсен Нерсисян | DSQ     | —       | —     | —     |

Женщины
| Соревнование  | Спортсмены              | 1 спуск | 2 спуск | Всего | Место |
| ------------- | ----------------------- | ------- | ------- | ----- | ----- |
| Слалом-гигант | Ани-Матильда Серебракян | DNF     | —       | —     | —     |
| Слалом        | Ани-Матильда Серебракян | DSQ     | —       | —     | —     |

#### Лыжные гонки
Мужчины
Дистанция
| Соревнование           | Спортсмен       | Результат | Место |
| ---------------------- | --------------- | --------- | ----- |
| 15 км свободным стилем | Сергей Микаелян | 37:58,9   | 70    |

Женщины
Дистанция
| Соревнование         | Спортсмены        | Результат | Место |
| -------------------- | ----------------- | --------- | ----- |
| Индивидуальная гонка | Кристине Хачатрян | 34:17,5   | 75    |